# Mateusz Kuci
Mateusz Kuci – polski kompozytor działający w II połowie XVIII wieku.
Szczegóły biograficzne pozostają bliżej nieznane. Sześć jego symfonii do dziś zachowało się w archiwum paulinów na Jasnej Górze. Reprezentują one styl dojrzałego klasycyzmu. 
Sinfonia in G Mateusza Kuciego jest w formie czteroczęściowa, w odróżnieniu od wczesnoklasycznych trzyczęściowych polskich symfonii Jana Engela czy Marcina Żebrowskiego. Posiada klasycystyczny menuet, lecz na drugim, a nie na trzecim miejscu. Została utrwalona w dyskografii CD w wykonaniu Capella Czenstochoviensis, pod dyr. Tomasza Wabnica. 